# ケリガン・メイハン
ケリガン・メイハン（Kerrigan Mahan、1955年1月27日 -）は、アメリカ合衆国の男性声優、俳優。別名はライアン・オフラニガン (Ryan O'Flannigan) 。カリフォルニア州ロサンゼルスエンシノ出身。元妻は女優・声優のジョイス・カーツ。

## 概要
1970年代から舞台俳優として活動し、1980年代から声優の仕事を主としている。

## 出演作品

### テレビアニメ
1984年
- アルビンとチップマンクス

1985年
- Captain Harlock and The Queen of a Thousand Years（テリー・ドレイク）
- Macron 1[2]（スコット）
- ロボテック（シーン・フィリップス、パイロット、他）

1987年
- GALACTIC PATROL レンズマン（キムボール・キニスン）

1988年
- グリム名作劇場
- けろっこデメタン（レフティ）
- ふしぎなコアラブリンキー（マーク）

1989年
- けろっこデメタン（キッパー）
- ドラゴンボール（ヤムチャ）※ハーモニーゴールド版

1990年
- トンデモネズミ大活躍（犬）
- The Return of Dogtanian（リシュリュー枢機卿）

1991年
- 赤い光弾ジリオン（チャンプ）

1995年
- 宇宙の騎士テッカマンブレード（ノアル・ベルース）
- ファンタスティック・フォー（シーカー）

1997年
- アイアム・ウィーゼル（アナウンサー）

1999年
- アングリー・ビーバーズ（男）

2000年
- スタティックショック（エドウィン・アルバ）
- ダイノゾーズ（シャドーステゴ）
- バットマン・ザ・フューチャー（コブラ、バーカー）

2001年
- ジンジャーの青春日記（ムース）

2002年
- バビル2世（ナレーター）
- ファミリー・ガイ（マイケル・ダグラス）
- What's New, Scooby-Doo?（デル・ストーン）

2003年
- 頭文字D（藤原文太）※TOKYOPOP版

2004年
- デュエル・マスターズ

2005年
- 頭文字D Second Stage（藤原文太）※TOKYOPOP版
- ファミリー・ガイ

2009年
- ファミリー・ガイ（脇役多数）

### 劇場アニメ
1986年
- ロボテック・ザ・ムービー（マーク・ランドリー）

1987年
- ウインダリア（イズー）

1988年
- SF新世紀 レンズマン（キムボール・キニスン）

1989年
- ドラゴンボール 摩訶不思議大冒険（ヤムチャ）
  - ドラゴンボール 神龍の伝説（ヤムチャ）

1992年
- ゴルゴ13（シルバー）
- ベベズ・キッズ（警備員3）
- ルパン三世 カリオストロの城（ICPO代表）

1996年
- 魔女の宅急便（ジジ、運転手2）

### OVA
1987年
- BIRTH（ジュノベル・キム）
- 魔法のプリンセス ミンキーモモ 夢の中の輪舞（ペーター）

1991年
- 赤い光弾ジリオン 歌姫夜曲（チャンプ）

1992年
- 3×3 EYES（八雲の友達）
- 吸血鬼ハンターD（麗銀星）

1995年
- クライング フリーマン（花山竜二）
- キャシャーン
- バビル2世（ウォン）
- メガゾーン23（モーリー）

1997年
- サイコダイバー 魔性菩薩（国光）

2006年
- アルティメット・アベンジャーズ

### ゲーム
1996年
- Lighthouse: The Dark Being
- Tiny Toon Adventures: Buster and the Beanstalk

2004年
- Halo 2（ILBエージェント）

2019年
- パワーレンジャー・バトル・フォー・ザ・グリッド（ゴルダー）

### 特撮
1993年
- パワーレンジャー（ゴルダーの声）
- VR Troopersパイロット版（ジェブの声）

1994年
- バーチャル戦士トゥルーパーズ（ジェブの声、ダーク・ハートの声（初代）、ミュータント・ジェブの声）
- パワーレンジャー（再生ドラモグラーの声）

1995年
- パワーレンジャー・映画版（ゴルダーの声）

1996年
- マイティ・モーフィン・エイリアンレンジャー（ゴルダーの声）
- パワーレンジャー・ジオ（ゴルダーの声）

1997年
- パワーレンジャー・ターボ・映画版・誕生!ターボパワー（プロモーション映像ナレーション）

1999年
- パワーレンジャー・ロスト・ギャラクシー（マグナガーディアンの声）

2001年
- パワーレンジャー・タイムフォース（カメリコンの声）

2002年
- パワーレンジャー・ワイルドフォース（モニターオルグの声）

### テレビドラマ
1975年
- 特別狙撃隊S.W.A.T.（クリントン）

1976年
- ポリスストーリー

1978年
- 超人ハルク（フォレスト）

1986年
- パトカーアダム30（モーガン）

1997年
- チーム・ナイトライダー（ビーストの声）

2002年
- エンジェル（ジョリバーガー）

### 映画
1994年
- サンタクローズ（トナカイの声）

1998年
- ドクター・ドリトル（ペンギンの声）

2000年
- スーパーノヴァ（トロイ・ラーソンの声）

### 舞台
1995年
- パワーレンジャー・ワールド・ツアー・ライブ・オン・ステージ（ゴルダーの声）

## 参加作品

### 監督
1988年
- グリム名作劇場

### 舞台演出
1996年
- マディ、クリスティ・マシューソンの夕べ

### 脚本
- The Boy Who Looked Like Shirley Temple